# Castilleja bella
Castilleja bella är en snyltrotsväxtart som beskrevs av Standley. Castilleja bella ingår i släktet målarborstar, och familjen snyltrotsväxter. Inga underarter finns listade i Catalogue of Life.